# Wereldbeker schaatsen 2008/2009 - Wereldbeker 1 - 1e 500 meter mannen
De eerste van 13 wedstrijden voor de wereldbeker schaatsen 500 meter wordt gehouden op 7 november 2008 in Berlijn.

## Uitslag A-divisie
| rang   | schaatser           | tijd    | punten |
| ------ | ------------------- | ------- | ------ |
| Goud   | Keiichiro Nagashima | 34,92   | 100    |
| Zilver | Pekka Koskela       | 34,99   | 80     |
| Brons  | Lee Kyou-hyuk       | 35,01   | 70     |
| 4      | Dmitri Lobkov       | 35,20   | 60     |
| 5      | Tucker Fredricks    | 35,28   | 50     |
| 6      | Mika Poutala        | 35,32   | 45     |
| 7      | Jeremy Wotherspoon  | 35,33   | 40     |
| 8      | Yu Fengtong         | 35,51   | 36     |
| 9      | Lee Kang-seok       | 35,53   | 32     |
| 10     | Vincent Labrie      | 35,59   | 28     |
| 11     | Mark Tuitert        | 35,60   | 24     |
| 12     | Stefan Groothuis    | 35,68   | 21     |
| 13     | Beorn Nijenhuis     | 35,69   | 18     |
| 14     | Weijing An          | 35,70   | 16     |
| 15     | Jamie Gregg         | 35,74   | 14     |
| 16     | Tadashi Obara       | 35,82   | 12     |
| 17     | Jan Smeekens        | 35,86   | 10     |
| 18     | Lee Ki-Ho           | 35,93   | 8      |
| 19     | Brent Aussprung     | 36,17   | 6      |
| 20     | Artur Waś           | 36,53   | 5      |
| 21     | Mo Tae-Bum          | 1.00,31 | 4      |
| 22     | Joji Kato           | 1.08,48 | 3      |
| 23     | Simon Kuipers       | 1.15,50 | 2      |
| 24     | Mike Ireland        | DNF     | 0      |

## Loting
| rit | binnenbaan          | buitenbaan         |
| --- | ------------------- | ------------------ |
| 1   | Beorn Nijenhuis     | Jamie Gregg        |
| 2   | Artur Waś           | An Weijiang        |
| 3   | Stefan Groothuis    | Mark Tuitert       |
| 4   | Tadashi Obara       | Vincent Labrie     |
| 5   | Brent Aussprung     | Yu Fengtong        |
| 6   | Pekka Koskela       | Simon Kuipers      |
| 7   | Mike Ireland        | Tucker Fredricks   |
| 8   | Joji Kato           | Jan Smeekens       |
| 9   | Keiichiro Nagashima | Mo Tae-Bum         |
| 10  | Lee Kang-seok       | Jeremy Wotherspoon |
| 11  | Dmitri Lobkov       | Lee Ki-Ho          |
| 12  | Mika Poutala        | Lee Kyou-hyuk      |

## Top 10 B-divisie
| rang | schaatser        | tijd  | punten |
| ---- | ---------------- | ----- | ------ |
| 1    | Zhang Zhongqi    | 35,54 | 25     |
| 2    | Hiroyasu Shimizu | 35,84 | 19     |
| 3    | Yuya Oikawa      | 35,91 | 15     |
| 4    | Pasi Koskela     | 36,09 | 11     |
| 5    | Muncef Ouardi    | 36,11 | 8      |
| 6    | Shani Davis      | 36,13 | 6      |
| 7    | Tuomas Nieminen  | 36,20 | 4      |
| 8    | Nico Ihle        | 36,27 | 2      |
| 9    | Jevgeni Lalenkov | 36,32 | 1      |
| 10   | Frank Steiner    | 36,34 | 0      |